# Sorède
Sorède en francés y oficialmente, Sureda en catalán y español, es una comuna francesa situada en el departamento de los Pirineos Orientales y en la comarca histórica del Rosellón. Según datos de 2007 su población era de 2.970 habitantes.

## Historia
Se cree que el origen del topónimo está en los bosques de encinas, robles y alcornoques que rodean la población, llamados sureda en catalán. Aparece citado por primera vez en un documento del 9 de octubre de 898 con el que se certificaba la donación de unas viñas situadas en Sureda al arzobispo de Elna. Parte de su territorio pertenecía al monasterio de Sant Genís de Fontanes, como confirma un documento de 981 en que se habla de Suvereda. La primera aparición del topónimo Sureda es en 1188 en un diploma que otorgó Alfonso el Casto al monasterio de San Andrés de Sureda.
A finales del siglo XIII pertenecía a los vizcondes de Castellnou. En 1368 la señoría fue entregada por Pedro el Ceremonioso a uno de sus consejeros, Pere Blan, que murió sin descendencia. En el siglo XV el señor de las tierras era Ermengol Grimau, un burgués de Perpiñán quien adquirió los derechos mediante compra. En 1593 pasó a la familia de Foix de Bearne quien mantuvo los derechos hasta el siglo XVII en que, tras un matrimonio, entró a formar parte del patrimonio de los d'Oms. El último señor de Sureda fue Josep d'Oms a quien Luis XV concedió el marquesado de Oms.

## Patrimonio
La iglesia parroquial está dedicada a san Acisclo y santa Victoria y aparece ya documentada en 1051. Fue reconstruida en dos ocasiones: en 1400 y de nuevo en el siglo XVIII. La iglesia es de estilo gótico con algunos elementos arquitectónicos propios del periodo de reconstrucción, como algunos arcos de medio punto. Es de nave única con tres capillas por lado, cubierta con una bóveda falsa. El ábside es poligonal con bóveda gótica en la que se puede leer la fecha de 1737. En su interior se conserva un retablo del rosario del siglo XVII, ejemplo del barroco catalán.
En los alrededores de la población se pueden ver aún las ruinas del antiguo castillo de Oltrera. Aunque actualmente pertenece a término municipal de Argelès-sur-Mer, históricamente está unido al de Sureda. Aparece en documentos del 673 como Vulturaria. En el 1100 aparece ya la iglesia del castillo dedicada a Santa Maria, un edificio románico del que no quedan vestigios. Desde la Baja Edad Media, el castillo perteneció a la señoría de Sureda. Fue destruido por las tropas francesas en 1675.
Muy cerca está el santuario de la Virgen de Castell, construido por encargo de Juana de Bearne y de Villaplana, señora de Sureda, entre 1675 y 1686. En su interior se veneraba la imagen de la Virgen de Oltrera, procedente de la antigua capilla del castillo, y que se encuentra muy mutilada. El edificio conserva algunos elementos románicos procedentes de la iglesia del castillo.

## Economía
La base económica de Sureda es la agricultura, con predominio de la viticultura dedicada a la elaboración de vinos con su propia denominación de origen controlada y conservando una tradición que se remonta al siglo XIII, existe en el municipio una fábrica que produce látigos de madera artesanales. 